# Окно Джохари
Окно Джохари — концепция, разработанная американскими психологами Джозефом Лафтом (1916—2014) и Харрингтоном Ингамом (1914—1995) в 1955 году. Это техника, позволяющая людям лучше понять взаимосвязь между своими личными качествами и тем, как их воспринимают окружающие. В основном используется в группах саморазвития и корпоративных тренингах как эвристическая методика. Название скомбинировано исследователями из начальных звуков собственных имён.

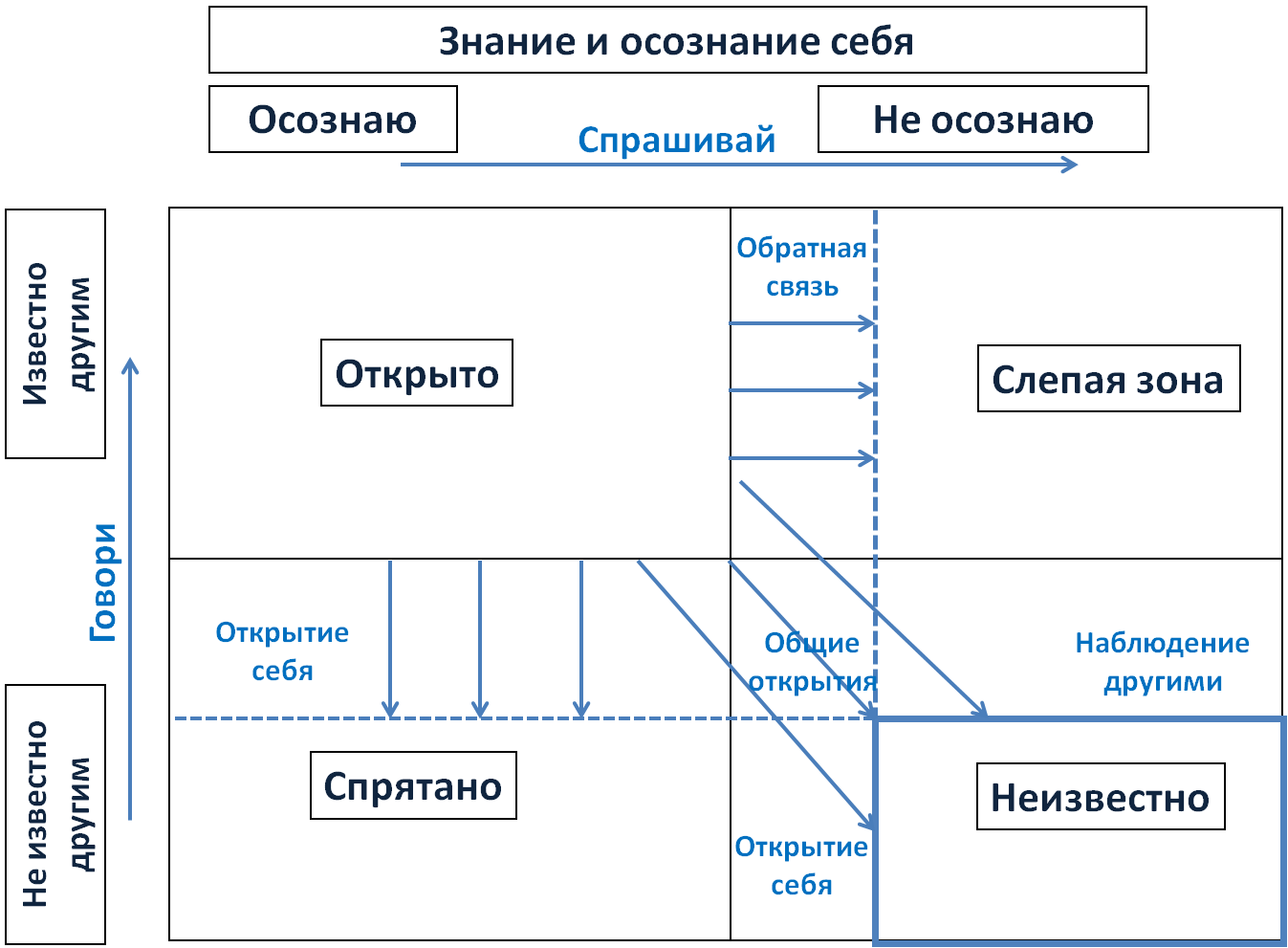

В соответствии с методикой, у каждого человека имеются четыре зоны: Открытая, Слепая, Спрятанная и Неизвестная.
- В открытой зоне находятся качества, известные самому человеку и которые признают за ним окружающие. Улучшение взаимоотношений между людьми напрямую связано с уровнем взаимопонимания между ними, достигнутого путём обмена информацией. Чем больше площадь данной зоны, тем больше информации у обеих сторон о качествах человека, тем продуктивнее будет взаимодействие.
- В спрятанной зоне находятся качества, известные человеку, но неизвестные окружающим. Увеличение данной зоны затрудняет взаимодействие между людьми. Однако, даёт преимущество, в виде утаивания невыгодной информации от окружающих, для представления себя в выгодном свете.
- В слепой зоне находятся качества человека, которые известны окружающим, но неизвестные самому человеку.
- В неизвестной зоне находятся качества, неизвестные ни самому человеку, ни окружающим[4].

В процессе своей жизни человек, как правило, стремится расширить открытую зону и сузить остальные. Это позволяет ему быть более гибким и свободным, поскольку разнообразные занятия требуют различных качеств для успешной реализации.
Путём опросов окружающих и самотестирования можно заполнить окно Джохари, после чего можно осознанно заняться расширением открытой зоны следующими способами:
- Уменьшить спрятанную зону, публично демонстрируя известные самому себе качества, и, таким путём, проявиться для окружающих с ранее неизвестной для них стороны.
- Уменьшить слепую зону, задавая вопросы о себе окружающим людям и анализируя обратную связь.
- Уменьшить неизвестную зону, составив список качеств, которые хотелось бы приобрести, наметив пути их приобретения и реализовав намеченное.
- Уменьшить неизвестную зону (от противного), узнав у окружающих, какие качества, по их мнению, в наименьшей степени соответствуют вам (чего, по-вашему, мне не хватает?), и далее обрести эти качества.